# 哈伯頓 (新澤西州)
哈伯頓（英語：Harbourton）是位於美國新澤西州默瑟縣的非建制地區。

## 歷史
哈伯頓的郵局於1875年設立，其後於1963年停運。

## 地理
哈伯頓所處的海拔為高於海平面101米（即331英呎），而該地所採用的時區為UTC-5，即北美东部时区（EST）。同時該地設有夏令時間，為UTC-5調快一小時，即UTC-4（EDT）。